# Baár–Madas Református Gimnázium
A Baár–Madas Református Gimnázium, Általános Iskola és Diákotthon egy budapesti nevelési intézmény. Igazgatója 2005 óta Tombor László, fenntartója a Dunamelléki Református Egyházkerület.

## Az iskola története
Az 1890-es években Darányi Ignác református egyházkerületi főgondnok azon fáradozott, hogy Budapesten is legyen református leánynevelő intézet.
Biztatására Baár János jómódú pesti polgár és Madas Károly földbirtokos is alapítványt tett e célra.
Baár János kikötötte, hogy a létesülő intézménynek viselnie kell a nevét.
Külön-külön mindkét adomány kevésnek bizonyult, így az egyesített összegből született meg 1907-ben a Baár–Madas Református Leánynevelő Intézet.
Az iskola először egy budai első kerületi villát, majd a Vérmező sarkán egy iskolát bérelt.
A jelenlegi épület 1929-ben készült a Rózsadomb nyugati lejtőjén Medgyaszay István tervei szerint, szecessziós stílusban. A második világháború alatt jelentősen megrongálódott.
Az intézmény először felsőbb leányiskola és internátus volt, az első világháború alatt vált érettségit is adó líceummá, majd a 20-as években gimnáziummá.

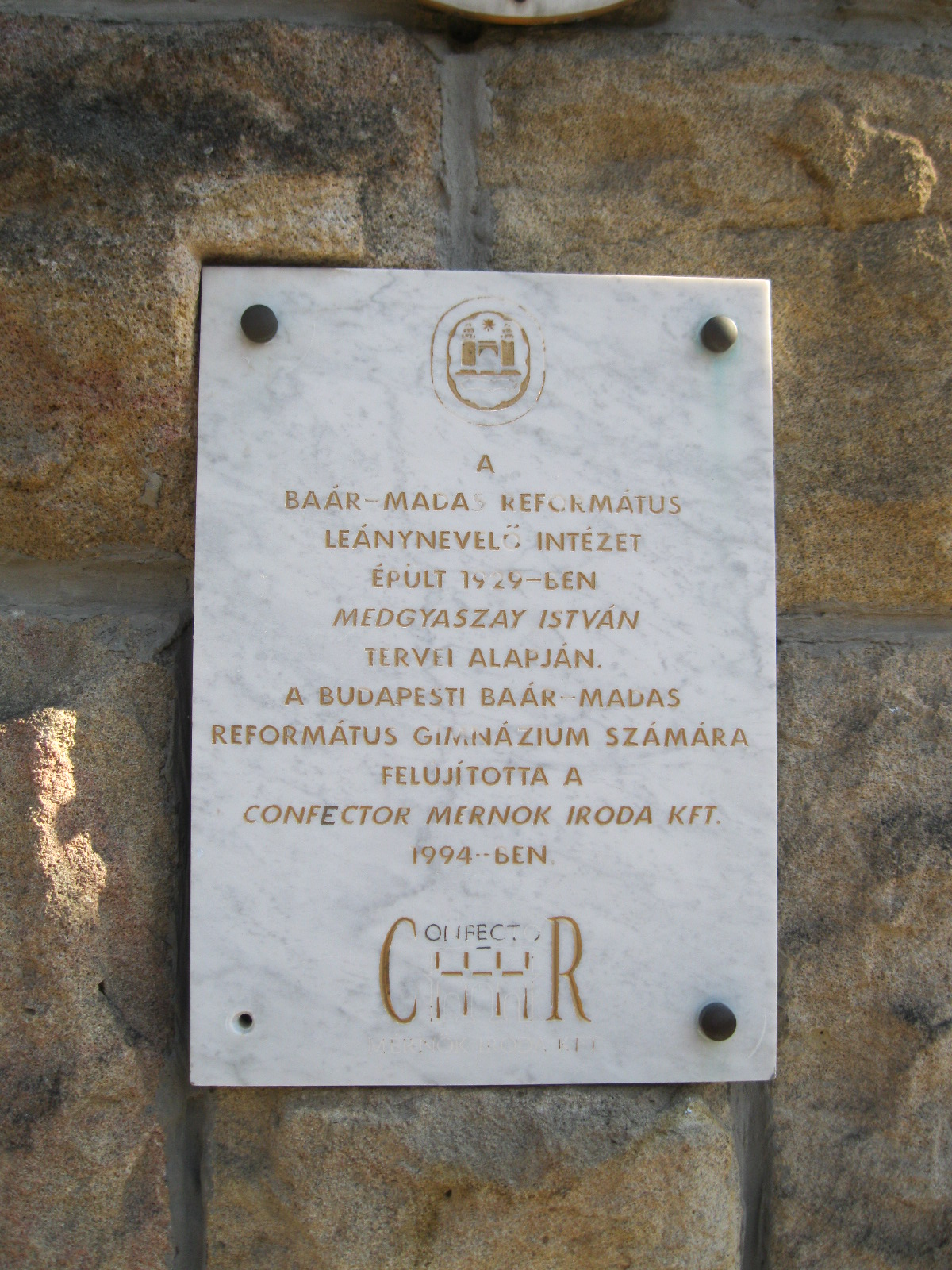
Emléktábla az iskola falán

1945-ben, az általános iskolák megszervezése idején a Baár–Madas is megkezdte az alsó négy évfolyam kiépítését.
1948-ban a teljes általános iskolai részleget államosították, csak a felső négy évfolyam – mint négy évfolyamos gimnázium – maradt az egyház kezén, Budapesti Református Kollégium Gimnáziumának Leánytagozata néven.
1952 júniusában a Debreceni Református Kollégium kivételével az összes református iskolát államosították.
Az épületben egy általános iskolát és egy óvónőképző intézetet követően 1990-ig a Móricz Zsigmond Gimnázium működött.
1954-től 1968-ig egy Kodály Zoltán által indított ének-zenei általános iskola is itt működött.
1989-ben engedélyezte a kormány az iskola újjászervezését, s 1990 szeptemberében elkezdődött az első új tanév Budapesti Református Gimnázium néven, mint a Baár–Madas és a Lónyay utcai Református Gimnázium jogutóda. Ettől kezdve koedukált iskolaként működött.
A teljes épületet csak 1993-ban kapta vissza az iskola, amikor a Móricz Zsigmond Gimnázium átköltözött a II. kerület Törökvész út 48–54. alatti épületbe. Újraindult a Lónyay utcai Református Gimnázium is, ettől kezdve az iskola neve Budapesti Baár–Madas Református Gimnázium lett.
1996. október 24-én az igazgatótanács a budapesti gyülekezetek kezdeményezésére és az egyházkerület jóváhagyásával határozatot hozott az 1997. szeptember 1-jén induló Baár–Madas Református Gimnázium és Általános Iskola megalapításáról.
A Művelődési és Közoktatási Minisztérium 1996/1997-es tanévben kiadott rendelete alapján, miszerint az iskoláknak felül kell vizsgálni és szükség szerint meg kell újítani alapító okirataikat és engedélyeiket, létrejött az iskola új alapító okirata és működési engedélye.
1997 szeptemberében az általános iskola első 1. osztálya megkezdhette tanulmányait. Az iskola teljes neve ettől kezdve Baár–Madas Református Gimnázium és Általános Iskola lett.
Az utóbbi években a név ismét változott, ettől kezdve hívják Baár–Madas Református Gimnázium, Általános Iskola és Diákotthonnak az intézményt.

## Neves intézményvezetők, oktatók és nevelők
- Áprily Lajos
- Bibó Istvánné (Ravasz Boriska)
- ifj. Bibó István
- Hegedűs Loránt

## Neves diákok
- Adorjáni Bálint, színész
- Fassang László, orgonaművész, zongoraművész
- Pölcz Ádám, nyelvész, egyetemi oktató, tanszékvezető
- Nagy Marcell, operatőr, színész, fotográfus
- Nemes Nagy Ágnes, költő, műfordító
- Szenes Endréné, Solt Anna Mária, vegyészmérnök, gazdasági mérnök
- Szenes Hanna, költő, brit ejtőernyős, izraeli nemzeti hős